# Раздольный (Новокубанский район)
Раздольный — хутор в Новокубанском районе Краснодарского края.
Входит в состав Советского сельского поселения.

## География

### Улицы
- пер. Колхозный,
- пер. Кооперативный,
- пер. Центральный,
- ул. Верхняя,
- ул. Зелёная,
- ул. Ленина,
- ул. Нижняя,
- ул. Пионерская,
- ул. Северная,
- ул. Солнечная.

## История
Со слов местных жителей хутор основан  во время гражданской войны двумя беглыми казаками. Одного звали Заднепровский Василий Степанович, у второго известна только фамилия Лантух (возможно Лантухов). Место представляло собой заросли терновников, выбрано было из-за наличия питьевой воды.  С начала распашки целинных земель  и создания колхоза  хутор  быстро увеличивался и к концу 1930-х  насчитывал порядка 60 дворов.  Известно что в период оккупации Заднепровский В.С. убил назначенного немцами  полицая и труп закопал в подполе своего дома. О чем сообщил после освобождения хутора нашими войсками. В послевоенное время в хуторе работал детский садик, начальная школа, клуб, баня, медицинский пункт, магазин.  В 60-80 годы наблюдался отток жителей из хутора, молодежь предпочитала уезжать. В 80-е годы в хуторе было  уже всего 42 двора преимущественно  старшего возраста. Школа и медпункт закрылись, клуб работал только по выходным. Провели асфальтированную дорогу. После развала СССР и ликвидации колхоза хутор стал быстро пустеть и к началу 21 века насчитывал не более 20 дворов. 

## Население
| 2002 | 2010 |
| ---- | ---- |
| 103  | ↗191 |